# NGC 6336
NGC 6336 је спирална галаксија у сазвежђу Херкул која се налази на NGC листи објеката дубоког неба.
Деклинација објекта је + 43° 49' 15" а ректасцензија 17h 16m 16,5s. Привидна величина (магнитуда) објекта NGC 6336 износи 13,6 а фотографска магнитуда 14,5. NGC 6336 је још познат и под ознакама UGC 10786, MCG 7-35-57, CGCG 225-89, PGC 59976.